# Лямбда-варіант SARS-CoV-2
Лямбда-варіант, також відомий як лінія C.37, є варіантом SARS-CoV-2, вірусу, що викликає COVID-19. Вперше його виявили в Перу у серпні 2020 року. 14 червня 2021 року Всесвітня організація охорони здоров’я (ВООЗ) назвала цей варіант лямбда-варіантом і назвала його варіантом, що представляє зацікавленість. Він поширився щонайменше у 30 країнах по всьому світу і, як відомо, більш стійкий до нейтралізуючих антитіл порівняно з іншими штамами. Є дані, які свідчать про те, що варіант лямбда є більш інфекційним і стійким до вакцин, ніж варіант альфа та/або гамма.

## Мутації
У геномі лямбди-варіанту є такі амінокислотні мутації, всі вони містяться в коді білка спайка : G75V, T76I, Δ246-252, L452Q, F490S, D614G і T859N.

Амінокислотні мутації варіанту лямбда SARS-CoV-2 нанесено на карту геному SARS-CoV-2 з акцентом на піку.

## Історія
Перші зразки варіанту лямбда були виявлені в Перу у серпні 2020 року, а до квітня 2021 року понад вісімдесят відсотків нових випадків COVID-19 у Перу були з нового варіанту. За даними міністерства охорони здоров’я Перу, у середині червня 2021 року 90,6% нових випадків COVID-19 в Арекіпі та 78,1% нових випадків в Куско були лямбда-варіантом. До цього часу лямбда-варіант також поширився по всій Південній Америці і був виявлений загалом у двадцяти дев'яти країнах, особливо в Аргентині, Чилі та Еквадорі. 14 червня 2021 року ВООЗ назвала варіант лямбда «цікавим варіантом».
6 липня 2021 року Австралія повідомила про свій перший випадок захворювання лямбда-варіантом у закордонного мандрівника, який у квітні перебував у готелі на карантині Нового Південного Уельсу.
19 липня 2021 року Техас повідомив про свій перший випадок варіанта лямбда. 22 липня 2021 року Флорида повідомила про 126 кумулятивних підтверджених випадків захворювання лямбда-варіантом. 28 липня 2021 року дослідники Університету Маямі оголосили, що випадкова вибірка показала, що 3 відсотки пацієнтів з COVID-19 у системі охорони здоров’я Джексона Меморіала та в UHealth Tower Університету Маямі були заражені ним. 5 серпня 2021 року Луїзіана повідомила про свій перший випадок варіанта лямбда.
7 серпня 2021 року Японія підтвердила свій перший випадок захворювання лямбда-варіантом, а інфікована людина прибула до Японії з Перу 20 липня.
15 серпня 2021 року Філіппіни підтвердили свій перший випадок варіанта Лямбда.

## Статистика
| Country                                  | Confirmed cases | Collection date            |
| ---------------------------------------- | --------------- | -------------------------- |
| Шаблон:Дані країни Chile                 | 1,489           | 13 July 2021               |
| United States                            | 848             | 5 August 2021              |
| Шаблон:Дані країни Peru                  | 1,480           | 15 June 2021               |
| Шаблон:Дані країни Ecuador               | 194             | 20 July 2021               |
| Шаблон:Дані країни Mexico                | 189             | 14 July 2021               |
| Spain                                    | 124             | 7 July 2021                |
| Шаблон:Дані країни Argentina             | 111             | 24 June 2021               |
| Шаблон:Дані країни Germany               | 87              | 13 July 2021               |
| France                                   | 56              | 19 July 2021               |
| Шаблон:Дані країни Colombia              | 51              | 29 June 2021               |
| Шаблон:Дані країни Israel                | 25              | 9 May 2021                 |
| Шаблон:Дані країни Switzerland           | 8               | 25 July 2021               |
| Canada                                   | 26              | 21 June 2021               |
| The Netherlands                          | 3               | 11 July 2021               |
| Шаблон:Дані країни Saint Kitts and Nevis | 10              | 6 June 2021                |
| Шаблон:Дані країни Belgium               | 2               | 23 July 2021               |
| Шаблон:Дані країни United Kingdom        | 8               | 10 July 2021               |
| Шаблон:Дані країни Italy                 | 12              | 26 June 2021               |
| Шаблон:Дані країни Brazil                | 7               | 21 June 2021               |
| Шаблон:Дані країни India                 | 6               | 12 April 2021              |
| Шаблон:Дані країни Denmark               | 1               | 11 August 2021             |
| Шаблон:Дані країни Sweden                | 1               | 15 July 2021               |
| South Africa                             | 3               | 14 July 2021               |
| Шаблон:Дані країни Portugal              | 1               | 10 June 2021               |
| Шаблон:Дані країни Qatar                 | 3               | 13 April 2021              |
| Шаблон:Дані країни Latvia                | 2               | 30 April 2021              |
| Шаблон:Дані країни Aruba                 | 2               | 2 June 2021                |
| Шаблон:Дані країни Bolivia               | 1               | 2 June 2021                |
| Шаблон:Дані країни Uruguay               | 1               | 15 April 2021              |
| Australia                                | 1               | 3 April 2021               |
| Шаблон:Дані країни Lithuania             | 1               | 19 May 2021                |
| Norway                                   | 1               | 7 July 2021                |
| Шаблон:Дані країни Estonia               | 1               | 1 April 2021               |
| Russia                                   | 1               | 21 March 2021              |
| Шаблон:Дані країни Finland               | 1               | 31 May 2021                |
| Шаблон:Дані країни Turkey                | 1               | 8 February 2021            |
| Шаблон:Дані країни Bangladesh            | 1               | 20 March 2021              |
| Japan                                    | 1               | 7 August 2021              |
| Шаблон:Дані країни Philippines           | 1               | 15 August 2021             |
| Шаблон:Дані країни Venezuela             | 2               | 5 May 2021                 |
| Шаблон:Дані країни Mayotte               | 1               | 15 July 2021               |
| Шаблон:Дані країни El Salvador           | 3               | 30 April 2021              |
| Шаблон:Дані країни Guatemala             | 1               | 3 July 2021                |
| Шаблон:Дані країни Costa Rica            | 4               | 20 July 2021               |
| World (44 countries)                     | Total: 4,763    | Total as of 23 August 2021 |